# Harmonices Mundi
Pour les articles homonymes, voir Mundi.
Harmonices Mundi (L'Harmonie du monde) est un traité d'astronomie rédigé  en latin par le physicien, astronome/astrologue,  mathématicien, musicien et théologien allemand Johannes Kepler. L'œuvre est publiée en 1619 à Linz. Dans cet ouvrage, l'astronome exprime, en termes musicaux, ses convictions concernant les connexions entre le physique et le spirituel, justifiées par des observations et calculs; l'univers est une image de Dieu, l'harmonie de la musique reflète celle de l'univers et de son créateur,,.

## Historique
On estime que Kepler commença à travailler sur Harmonices mundi aux alentours de 1599, l’année où  il envoya une lettre à  son maître Michael Maestlin exposant dans le détail les données et les preuves mathématiques qu'il avait l'intention d'utiliser pour son texte qu’il avait prévu d’intituler De harmonia mundi. Kepler était bien conscient que le contenu de son Harmonices Mundi était proche de celui de l’Harmonica de Ptolémée, mais ne s’en inquiétait pas car la nouvelle astronomie qu'il utiliserait, notamment l’incorporation des orbites elliptiques dans le système copernicien, lui permettrait d'explorer de nouveaux théorèmes. Un autre développement important qui lui permit d'établir ses relations « célestes-harmoniques », fut l'abandon de l'accord pythagoricien comme base de la consonance musicale et l'adoption de rapports musicaux  géométriques, ce qui finalement lui permit de relier la consonance musicale et les vitesses angulaires des planètes. Ainsi Kepler put déduire que ces relations témoignaient en faveur d’un Dieu agissant en grand architecte, plutôt qu’en numérologue pythagoricien.
Le concept d'harmonies musicales existant intrinsèquement au sein des  espacements entre  les planètes existait déjà dans la philosophie médiévale avant Kepler. Musica Universalis était une métaphore philosophique traditionnelle  enseignée dans le quadrivium et souvent désignée par l’expression « musique des sphères ». Kepler avait été intrigué par cette idée alors qu'il cherchait une explication à la disposition rationnelle des corps célestes. Il est à noter que lorsque Kepler utilise le terme « harmonie », il ne fait pas strictement référence à la définition musicale, mais plutôt, à une définition plus large englobant la conformité entre la Nature et les rouages des corps célestes et terrestres. Il note que l'harmonie musicale est une production de l'homme, dérivée d'angles, en contraste avec l’harmonie qu'il décrit comme un phénomène agissant sur l'âme humaine. Cela lui permet, à son tour de soutenir que la Terre a une âme, puisqu’elle est soumise à l’harmonie des astres,.

## Contenu
Kepler divise l’ouvrage l'Harmonie du monde en cinq longs chapitres : le premier concerne les polygones réguliers ; le second la congruence des figures ; le troisième l'origine des proportions harmoniques en musique ; le quatrième les configurations harmoniques dans l'astrologie; et le cinquième l'harmonie des mouvements des planètes.
Les chapitres 1 et 2 de l’Harmonie du monde contiennent l'essentiel des contributions de Kepler concernant les polyèdres, (aujourd'hui considérés historiques dans l'histoire de la science). Il s'intéresse principalement à la façon dont les polygones, qu'il définit comme réguliers ou semi-réguliers, peuvent être assemblés autour d'un point central pour former une congruence. Son principal objectif était de parvenir à classer les polygones en fonction de la mesure de leur « sociabilité », ou plutôt, de leur capacité à former une  congruence partielle lorsque combinés avec d'autres polygones. Il revient à ce concept plus tard dans Harmonices mundi en relation avec des explications astronomiques. Dans le deuxième chapitre, on trouve la première compréhension mathématique des deux types de polyèdres étoilés ordinaires : le petit dodécaèdre étoilé et le grand dodécaèdre étoilé, lesquels seront plus tard appelés les solides de Kepler. Il décrit les polyèdres  par leurs faces, ce qui est semblable au modèle utilisé dans le Timée de Platon  pour décrire la formation des solides à partir de triangles de base.
Alors que les philosophes médiévaux parlaient métaphoriquement de la « musique des sphères », Kepler a découvert des harmonies physiques dans les mouvements des planètes. Il a constaté que la différence entre les vitesses angulaires maximales et minimales d'une planète sur son orbite se rapproche d’une proportion harmonique. Par exemple, la vitesse angulaire maximale de la Terre telle qu'elle est mesurée à partir du Soleil varie d'un demi-ton (un ratio de 16:15), de mi à fa, entre aphélie et périhélie. Vénus ne varie que d’un infime intervalle de 25:24 (dièse sur le plan musical). Kepler explique ainsi la raison de la gamme harmonique resserrée de la Terre :
« La Terre chante Mi, Fa, Mi : on peut même déduire de ces syllabes que sur notre terre la MIsère et la FAmine règnent ».
Le chœur céleste que Kepler forme est composé d'un ténor (Mars), deux basses (Saturne et Jupiter), une soprano (Mercure), et deux altos (Vénus et la Terre). Mercure, avec sa grande orbite elliptique, peut être en mesure de produire le plus grand nombre de notes, tandis que Vénus n’est capable d’émettre  qu’une seule note, son orbite étant presque un cercle.
À intervalles très rares toutes les planètes chantaient ensemble dans un « accord parfait » : Kepler avance que ce n'est peut-être arrivé qu’une seule fois dans l'histoire, au moment de la création. Kepler nous rappelle que l'ordre harmonique est seulement imité par l'homme, mais qu’il prend son origine dans l'alignement des corps célestes :
« En conséquence, on ne s’étonnera plus qu’une organisation des sons et d’un système musical d’excellence ait été mis en place par les hommes, puisqu'ils ne font rien d’autre que singer Dieu le Créateur et reproduisent comme sur un théâtre la coordination des mouvements célestes. » (Harmonices Mundi, Livre V).
Kepler découvre que tous les rapports des vitesses maximales et minimales des planètes sur les orbites voisines approchent les harmonies musicales avec une marge d'erreur de moins d'un dièse (un intervalle de 25:24). Les orbites de Mars et Jupiter sont seules à faire exception à cette règle, avec un rapport disharmonique de 18:19. En fait, la cause de la dissonance de Kepler pourrait s'expliquer par le fait que ces deux orbites sont séparées par une ceinture d'astéroïdes découverte en 1801, 150 ans après la mort de Kepler.
Le précédent ouvrage de Kepler Astronomia nova raconte la découverte des deux premiers principes que nous connaissons aujourd'hui en tant que lois de Kepler. La troisième loi, qui montre une constante de proportionnalité entre le cube du demi-grand axe de l'orbite d'une planète et le carré du temps de sa période orbitale, est exposée dans le chapitre 5 de ce livre, à la suite d'une longue digression sur l'astrologie.

## Allusions dans la musique contemporaine
Si une partie du contenu  de «naturphilosophie»[Information douteuse] de cet ouvrage est discréditée depuis longtemps, Harmonices Mundi constitue cependant un maillon dans la philosophie de la Renaissance qui cherchait des correspondances symboliques entre la Nature et la Science, et aujourd'hui la musique des sphères réapparait, traduite sous forme acoustique dans un petit nombre de compositions qui font référence aux concepts d'Harmonices Mundi ou reposent sur ces derniers, parmi lesquelles :
- Mike Oldfield (musicien et compositeur anglais, né en 1953) :  Music of the Spheres, album de 2008, chez Mercury Records ;
- Joep Franssens (compositeur néerlandais, né en 1955) : Harmony of the Spheres, cycle en cinq mouvements pour chœur mixte et orchestre à cordes, composé en  2001[9] ;
- Antoni Schonken (compositeur sud-africain, né en 1987) : Harmony of the Spheres, composition pour orchestre de chambre, réalisée en 2014 ;
- Philip Glass, compositeur américain : Képler, opéra composé en 2009 en hommage à Johannes Kepler et commandé par Linz, la ville d'adoption du savant.